# Yulia Golubchikova
Yulia Golubchikova (Rusia, 27 de marzo de 1983) es una atleta rusa especializada en la prueba de salto con pértiga, en la que consiguió ser campeona europea en pista cubierta en 2009.

## Carrera deportiva
En el Campeonato Europeo de Atletismo en Pista Cubierta de 2009 ganó la medalla de oro en el salto con pértiga, con un salto por encima de 4.75 metros, superando a las alemanas Silke Spiegelburg (plata también con 4.75 metros pero en más intentos) y Anna Battke (bronce con 4.65 metros).